# Carcinoma lobular in situ
Carcinoma lobular in situ (CLIS) é uma condição causada por células anormais nos lobos da mama.
Embora muitas publicações não a considerem cancro da mama, a presença de um CLIS pode indicar um risco acrescido de cancro e outras consideram-na uma lesão maligna.
Ao contrário do carcinoma ductal in situ (CDIS), o CLIS não está associado a calcificações e geralmente é detectado por acidente numa biópsia realizada por outros motivos. O CLIS corresponde apenas a cerca de 15% dos cancros da mama in situ (ductais ou lobulares).